# Rameshwari Nehru
Pour les articles homonymes, voir Famille Nehru-Gandhi.
Rameshwari Nehru (hindi : रामेश्वरी नेहरू), née Rameshwari Raina en 1886 et morte en 1966 est une travailleuse sociale et journaliste indienne. Elle travaille à l'amélioration des conditions de vie des classes sociales défavorisées et des femmes en Inde. En 1902, elle épouse Brijlal Nehru (en), le neveu de Motilal Nehru et le cousin de l'homme politique Jawaharlal Nehru. Son fils, Braj Kumar Nehru (en), est fonctionnaire et gouverneur de plusieurs États de l'Union indienne.
De 1909 à 1924, Rameshwari Nehru est éditrice du Stri Darpan, un mensuel hindou dédié aux femmes. Elle est cofondatrice de la All India Women's Conference (en), dont elle est élue la présidente en 1942. Elle dirige les délégations du Congrès mondial des femmes à Copenhague et à la Conférence afro-asiatique des femmes au Caire en 1961[réf. nécessaire].
Elle est récompensée de la Padma Bhushan par le gouvernement de l'Inde pour ses œuvres sociales en 1955 et elle remporte le prix Lénine pour la paix en 1961.